# Amaro (uereda specjalna)

Mapa regionów i stref Etiopii.

Amaro (amh. አማሮ) – jedna z uered w Regionie Narodów, Narodowości i Ludów Południa (SNNPR). Ponieważ Amaro nie jest częścią żadnej strefy w SNNPR, jest uważane za specjalną ueredę. Jest podzielona na 34 kebele. Centrum administracyjne stanowi miasto Kelle.
Uereda jest częścią pasma górskiego Amaro z najwyższym szczytem Delo (3240 m n.p.m.p.).

## Demografia
Na podstawie spisu ludności z 2007 r. uereda ma ponad 149,2 tys. mieszkańców na powierzchni 1522 km² i gęstość zaludnienia 104,9 osób/km². Mieszkańcy miast stanowili zaledwie 5,8% populacji. Uereda jest domem dla plemienia Koore (97,8%) posługującego się językiem koore, z rodziny języków omotyckich. 
Pod względem religijnym 87,8% stanowili protestanci, 6,1% etiopscy prawosławni, 2,8% dalej praktykowało tradycyjne religie plemienne, 1,8% to katolicy i 1,1% to muzułmanie. Według Joshua Project większość plemienia Koore to zielonoświątkowcy. 